# Октябрський (Глазовський район)
Октя́брський (рос. Октябрьский) — село (колишнє селище) в Глазовському районі Удмуртії, Росія.

## Населення
Населення — 1256 осіб (2010; 1345 в 2002).
Національний склад станом на 2002 рік:
- удмурти — 55 %
- росіяни — 41 %

## Урбаноніми[3]
- вулиці — Ломоносова, Миру, Молодіжна, Наговіцина, Нагірна, підлісна, Польова, Пушкіна, Радянська, Удмуртська, Центральна, Чапаєва, Шкільна
- провулки — Новий